# アーデル・アミン・サーレ
アーデル・アミン・マフムード・サーレ（英語: Adel Amin Mahmoud Saleh、1967年 - ）は、エジプトの言語学者。専門は社会言語学。カイロ大学日本語日本文学科学科長・教授。

## 来歴・人物
カイロ大学日本語日本文学科で福原信義らに師事し1988年卒業。同年テレビ朝日入社。中東特派員等を経て、1990年一橋大学大学院社会学研究科修士課程に入学し田中克彦に師事。1997年同博士後期課程単位取得。同年『エジプトの言語ナショナリズムと国語認識』により審査員加藤哲郎、糟谷啓介、深澤英隆で一橋大学博士（社会学）。
1995年外務省研修所アラビア語非常勤講講師。1997年一橋大学社会学部助手。大阪大学外国語学部客員教授、カイロ大学文学部日本語日本文学科准教授等を経て、カイロ大学文学部日本語日本文学科長・教授。2011年にはカイロ大学日本語日本文学科が国際交流基金賞日本語部門を受賞。『方丈記』をアラビア語に翻訳して出版するなど日本文化の紹介も行う。

## 日本語の著書
- 『エジプトの言語ナショナリズムと国語認識 : 日本の「国語形成」を念頭において』三元社、1999年。